# Turista (časopis)
Časopis Turista je magazín Klubu českých turistů založený pod názvem Časopis Turistů dne 4. února 1889. Jeho cílem je propagace turistiky, seznamování s přírodními, historickými a kulturními zajímavostmi Česka a také zajištění informovanosti členů KČT. 

## Obsahová náplň
Časopis Turista je 76stránkový celobarevný magazín Klubu českých turistů, který vychází 10x ročně. Časopis přináší tipy na výlety pěšky, na kole, na běžkách či na lodi. Časopis představuje historii i současnost české turistiky, zajímavosti přírodní, kulturní i historické (jako jsou například rozhledny, naučné stezky, památky, muzea atd.). Každé číslo má své téma – 12stránkový blok představující jeden z regionů Česka. V časopisu jsou zveřejňovány rozhovory s osobnostmi z oblasti turistiky a cestovního ruchu, informace o novém turistickém vybavení, o turistické literatuře a také o službách pro cestovatele. V rubrice „Ze života KČT“ časopis informuje o činnosti KČT a jeho odborů. Majitelem časopisu Turista je Klub českých turistů, zhotovitelem je společnost Lidé&Hory. Šéfredaktorkou časopisu je Marcela Titzlová. Časopis je volně prodejný a je možné si jej předplatit. Jedno číslo stojí v roce 2022 66 Kč, roční předplatné 640 Kč, členové KČT mají slevu na 440 Kč.

## Vznik a první číslo
S vydáváním vlastního spolkového časopisu počítal Klub českých turistů již od svého založení v roce 1888. První číslo Časopisu turistů vyšlo dne 4. února 1889. Iniciátorem a prvním redaktorem se stal Vilém Kurz, kterému v práci pomáhali Ferdinand Tallowitz a Ladislav Čech. Tisk časopisu nejprve probíhal v tiskárně bratří Šimáčku a jeho náklad byl 800 ks, posléze poklesl na 600 ks. Historicky prvním příspěvkem se stalo provolání „Naše snahy“, které informovalo o cílech nově založené Klubu českých turistů i jeho Časopisu turistů.

## Historie
Časopis vycházel od roku 1889 jako magazín Klubu českých turistů, přičemž za období největší slávy je považována éra první republiky, kdy byl redaktorem Jiří Stanislav Guth-Jarkovský (v letech 1897–1926). V roce 1922 byl časopis rozdělen na Časopis Turistů řídící redaktorem Jiřím Stanislavem Guthem-Jarkovským a "Časopis Turistů-Věštník KČST" řídící redaktorem J. Kropáčkem. Od roku 1925 byl vydáván opět jen Časopis Turistů. V roce 1934 došlo ke změně formátu z osmerkového na kvartový. Mezi lety 1944 - 1945 bylo na vydávání Časopisu Turistů zrušeno. První číslo pro rok 1945 vyšlo až po skončení 2. světové války. V roce 1948 však musel Klub českých turistů svou činnost ukončit, a to včetně vydávání klubového periodika. Od roku 1949 pak začal vycházet měsíčník Turistika – Horolezectví, který až do roku 1952 vydávala Česká obec sokolská. V roce 1953 převzal vydávání Statní výbor pro tělesnou výchovu a sport. Následně časopis několikrát změnil svůj název: v letech 1955–1958 se nazýval Turistika, v letech 1959–1961 Turistika – Horolezectví, v letech 1962–1969 Turista, v letech 1969–1970 Turista – Magazín na cestu, v letech 1971–1980 Turista – Měsíčník na cestu a v letech 1981–1984 Turista na cestu. Svůj dnešní název Turista (bez podtitulu) nese od roku 1985. Od roku 1962 byl vydavatelem časopisu Československý svaz tělesné výchovy a jeho zhotovitelem Sportovní a turistické nakladatelství v Praze. Po sametové revoluci se vydavatelem časopisu stal opět Klub českých turistů. Od roku 1995 byla zhotovitelem časopisu společnost Litera Plzeň. V roce 2016 byla spolupráce ukončena výpovědí ze strany Klubu českých turistů a od roku 2017 se stala novým zhotovitelem společnost Lidé&Hory.
Od konce roku 2023 je vydavatelem časopisu opět Klub českých turistů.

## Redaktoři časopisu
- 1889–1894: Vilém Kurz
- 1895: Josef Leopold Hrdina, Vratislav Pasovský
- 1896: Vratislav Pasovský
- 1897–1924: Jiří Stanislav Guth-Jarkovský
- 1925–1926: Jiří Stanislav Guth-Jarkovský, J. Kropáček
- 1927–1931: V. V. Jeníček
- 1932–1933: redakční rada, Josef Brož
- 1934–1935: Josef Brož
- 1936–1948: Jaroslav Dostál
- 1949–1950: Karel Hlávka
- 1951: Karel Hlávka, Jan Kasalický
- 1952–1956: Milan Skalník
- 1957: Milan Skalník, Miroslav Hlaváček
- 1958–1960: Miroslav Hlaváček
- 1961: Jaroslav Zouzal, Jiří Dvořák
- 1962–1977: Jiří Dvořák
- 1978–1986: Marcela Nováková
- 1987: J. Bušta
- 1988–1990: Ivana Brožová
- 1991–1993: Hana Hrudková
- 1994: Míla Hanzlíková, Jan Kaštánek
- 1995: Jan Kaštánek, Svatava Pátková
- 1996–2016: Svatava Pátková
- 2017: Simona Černíková
- 2018–2022: Michal Bařinka
- od roku 2023: Marcela Titzlová

## Vyznamenání a ocenění
Ve svém dlouhé historii získal časopis několik uznání a ocenění. Největšího věhlasu požíval za první republiky, kdy byl jeho redaktorem Jiří Stanislav Guth-Jarkovský (v letech 1897–1926). I v moderní době však časopis, jeho redakce a spolupracovníci získali několik ocenění.
Redakce časopisu získala cenu „Prix non pereant – Památky potřebují publicitu“ za rok 2005, kterou udělil Syndikát novinářů České republiky a Výbor pro vzdělání, vědu, kulturu, lidská práva a petice Senátu Parlamentu ČR v rámci soutěže Média na pomoc památkám.
Redakce získala v této soutěži 1. cenu v kategorii publicistika za rok 2009. Laureáty vybíral Syndikát novinářů ČR a spolek Pro Bohemia. Navíc byl oceněn 3. místem také dopisovatel časopisu Roman Hartl za seriál článků o málo známých památkách Rakovnicka, Křivoklátska a Lounska.
Roku 2012 získal kmenový autor časopisu Jakub Hloušek 2. místo v novinářské soutěži Média na pomoc památkám za sérii článků o málo známých památkových objektech.